# Petrorhagia fasciculata
Petrorhagia fasciculata är en nejlikväxtart som först beskrevs av Margot och Reuter, och fick sitt nu gällande namn av Peter William Ball och Heywood. Petrorhagia fasciculata ingår i släktet klippnejlikor, och familjen nejlikväxter. Utöver nominatformen finns också underarten P. f. cephallenica.